# Maren Lundby
Maren Lundby, norveška smučarska skakalka, * 7. september 1994, Boeverbru. 
Lundbyjeva je članica skakalnega kluba Kolbukameratene IL. 

## Tekmovalna kariera
Na Celinskem pokalu je prvič nastopila 12. avgusta 2007 v Bischofsgruenu in zasedla 56. mesto. V tem tekmovanju se je trikrat uvrstila med najboljšo deseterico.
6. septembra 2010 je opravila prvi uradni skok na prenovljeni skakalnici Midtstubakken v Oslu in pristala pri 87 metrih.
Maren je 23. februarja 2020 prepričljivo zmagala v Ljubnem v Savinjski dolini.
Leta 2021 se je zaradi prekomerne telesne teže začasno upokojila.